# Said Seýidow
Said Ýusupowiç Seýidow, ros. Саид Юсупович Сеидов, Said Jusupowicz Sieidow (ur. 22 stycznia 1962 w Aszchabadzie, Turkmeńska SRR) – turkmeński piłkarz, grający na pozycji pomocnika, trener piłkarski.

## Kariera piłkarska

### Kariera klubowa
W 1980 rozpoczął karierę piłkarską w klubie Kolhozçi Aszchabad. W 1982 przeszedł do uzbeckiej Zwiezdy Dżyzak, ale w następnym roku powrócił do Kolhozçi, który potem zmienił nazwę na Köpetdag. Od 1989 występował w turkmeńskich klubach Ahal-TsOP Ak-Daşaýak, Soʻgʻdiyona Dżyzak, Ahal FK, Nebitçi Nebit Dag i Nisa Aszchabad. W 1995 zasilił skład Turanu Daszoguz, w którym zakończył karierę piłkarza.

## Kariera trenerska
Po zakończeniu kariery piłkarza rozpoczął pracę szkoleniowca. Od 1996 do 1998 prowadził Büzmeýin FK. W 1999 dołączył do sztabu szkoleniowego Galkanu Aszchabad. W 2000 przeniósł się do Nisy Aszchabad. Również w 2002 pracował jako starszy trener w młodzieżowej reprezentacji Turkmenistanu, a od 2003 do 2004 w reprezentacji Turkmenistanu. W 2005 wyjechał do Uzbekistanu, gdzie pomagał trenować kluby Navbahor Namangan, Shoʻrtan Gʻuzor, Nasaf Karszy i FK Buxoro. W latach 2007–2010 pracował na stanowisku głównego trenera Akademii Mashʼal Muborak. W 2014 pełnił obowiązki głównego trenera FK Buxoro. W kwietniu 2015 stał na czele rodzimego klubu Köpetdag Aszchabad.

## Sukcesy i odznaczenia

### Sukcesy piłkarskie
Nebitçi Nebit Dag
- wicemistrz Turkmenistanu: 1992, 1993
- finalista Pucharu Turkmenistanu: 1992

Nisa Aszchabad
- wicemistrz Mistrzostw Turkmenistanu: 1994

### Sukcesy trenerskie
Köpetdag Aszchabad
- mistrz Pierwszej Ligi Turkmenistanu: 2015

### Odznaczenia
- tytuł Mistrza Sportu
- tytuł Zasłużonego Trenera Turkmenistanu: 2004